# Euroxenus vayssieresi
Euroxenus vayssieresi är en insektsart som först beskrevs av Bonfils, Attit och Reynaud 2001.  Euroxenus vayssieresi ingår i släktet Euroxenus och familjen sköldstritar. Inga underarter finns listade i Catalogue of Life.